# Cela (Angola)
Cela ist ein Landkreis im Westen Angolas. Neben der offiziellen Landessprache Portugiesisch wird hier überwiegend Kimbundu gesprochen.

## Geschichte
Seit dem 16. Jahrhundert kamen immer größere Teile Angolas unter die Herrschaft des Portugiesischen Kolonialreichs. Im Verlauf der Verwaltungsreformen des Gouverneurs von Angola, Francisco Inocêncio de Sousa Coutinho, wurde 1769 die Provinz Cuanza Sul gegründet, und Cela wurde ein Kreis der Provinz.
Ab 1950 wurden in einem Modellversuch zahlreiche portugiesische Bauern im großteils landwirtschaftlich unerschlossenem Hochland von Cela angesiedelt, um ihnen eine neue Existenz jenseits des in ländlichen Regionen teilweise überbevölkerten Mutterlandes zu verschaffen. Dazu waren ähnliche klimatische Bedingungen wie dort hilfreich. Sie erhielten je Familie 20 ha eigenes Acker- und 4 ha anteiliges Gemeinschaftsweideland. Zudem gab es die Möglichkeit von staatlichen Krediten. Die Besonderheit war, dass die Siedler keinerlei einheimische schwarze Kräfte, also auch kein Hauspersonal etc., beschäftigen durften. Die neuen Siedlungen blieben somit „Weiße Inseln“, wo es allerdings auch keine wie sonst in Kolonien und Überseegebieten üblich, stark abhängig beschäftigte Einheimische unter weißen Kolonisten gab.
Während des angolanischen Bürgerkriegs (1975–2002) war Cela Schauplatz heftiger Kämpfe. Die Verminung weiter Gebiete sorgte zusätzlich zu den Gefechten für einen Niedergang jeglicher wirtschaftlicher Tätigkeit, insbesondere der bedeutenden Landwirtschaft. Nach Ende des Bürgerkrieges setzte langsam eine Rückkehr der geflohenen Bewohner und eine Erholung der Landwirtschaft ein. Dazu sollen öffentliche Förderprogramme den Hunger und die Armut im Kreis weiter reduzieren, durch Schulspeisungen, verbesserte Gesundheitsversorgung, Mikrokredite und eine Reihe weiterer Maßnahmen. Auch Wohnungsbauprojekte sind im Kreis in Angriff genommen worden, so in den Gemeinden Sanga und Kissanga-Kungo seit 2012.

## Bildung
Neben den Grundschulen existieren in Cela weiterführende Schulen, eine Fachschule für Gesundheitsberufe, und eine Landwirtschaftliche Fachschule. Seit 2012 unterhält die Pädagogikhochschule Instituto Superior de Ciências da Educação (ISCED) aus Sumbe hier eine Niederlassung. Das ISCED gehört zur Universität Universidade Katyavala Bwila, für die es hier Niederlassungen in den Fachbereichen Psychologie, Pädagogik und Geschichte einrichten soll.

## Verwaltung
Cela ist ein Kreis (Municipio) in der Provinz Cuanza Sul. Die Hauptstadt ist Waku-Kungo. Seine Nachbarkreise sind, im Uhrzeigersinn von Norden beginnend: Quibala, Andulo, Bailundo, Cassongue, Seles und Ebo.
Der Kreis besteht aus drei Gemeinden (Comunas):
- Kissanga Kungo
- Sanga
- Waku-Kungo (auch Cela)

Insgesamt leben im Kreis Cela etwa 244.000 Menschen (Schätzung 2013). 1991 waren es etwa 148.000. Die Volkszählung 2014 soll fortan gesicherte Bevölkerungsdaten liefern.